# Tethya sarai
Tethya sarai är en svampdjursart som beskrevs av Desqueyroux-Faúndez och van Soest 1997. Tethya sarai ingår i släktet Tethya och familjen Tethyidae.
Artens utbredningsområde är havet kring Galapagosöarna. Inga underarter finns listade i Catalogue of Life.